# Chronologie des invasions vikings
Cet article présente une chronologie des raids vikings et des événements majeurs qui y sont liés.

Expansion viking, toutefois la couleur jaune se réfère à l'expansion normande et non pas à celle des vikings, très différente.

## Chronologie

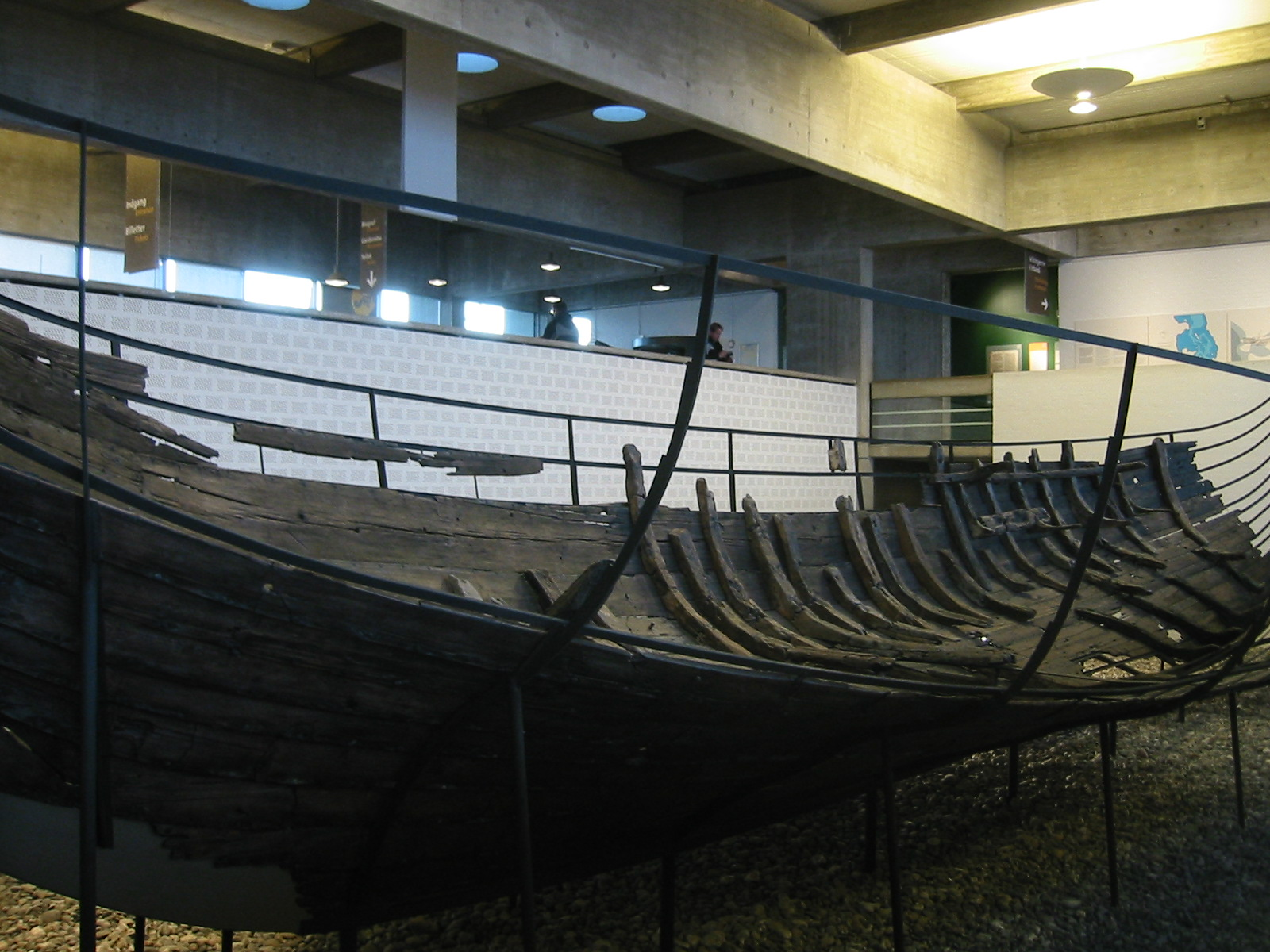
Navire viking exposé au musée de Roskilde.

### VIIIesiècle
- vers 750 : Raid sur Salme contre les Oeseliens (en) en Estonie[1]
- 753 : Fondation de la première colonie suédoise en Russie, près de la future Saint-Pétersbourg qu'ils surnomment Aldeigjuborg (aujourd’hui Staraïa Ladoga).
- 789 : Premier raid viking en Angleterre. Trois navires venus du Hordaland attaquent l'île de Portland et tuent Beaduheard, l'intendant du roi[2].
- 793 : Le 8 juin, pillage de l'abbaye de Lindisfarne, dans le nord de l'Angleterre. Grand émoi en Occident[1].
- 794 : Premier raid sur Iona.
- 795 : Les Vikings atteignent l’Irlande. Les Vikings, installés « sur la côte du roi de Pampelune »[3] combattent aux côtés du roi asturien contre les Sarrasins.
- 799 : Première mention d'une flotte scandinave sur la côte d’Aquitaine, à Noirmoutier, qui attaque et pille un monastère. En réponse, Charlemagne fait tenir en alerte permanente des navires d’intervention dans tous les ports de la côte atlantique. Cette mesure coûteuse n’est pas maintenue après sa mort[4].

### IXesiècle
- 802 : Les Vikings s’emparent des Orcades, Shetland et Hébrides.

- 808 : Fondation d'Hedeby à la base de la péninsule du Jutland.

- 810 : Louis le Pieux, encore roi d'Aquitaine, fait fortifier l'embouchure de la Charente.

- 813 : L’île de Bouin est pillée et incendiée par les Vikings.

- 816 : Des Scandinaves combattent aux côtés du roi de Pampelune contre les Sarrasins.

- 820 : Attaque victorieuse des Vikings de Norvège contre l’Irlande, ils s’y installent ainsi qu’à l’île de Man. Tentatives avortées de débarquement en Flandre et en Baie de Seine.

- 820 : L'île de Noirmoutier est attaquée.

- 830 : Nouvelle attaque de Noirmoutier.

- 833 : Lothaire Ier, qui vient de renverser son père, Louis le Pieux, fait appel à des mercenaires danois.

- 834 : Première attaque menée dans l'Empire carolingien contre Dorestad[1]. Début de la première vague d'invasions.

- 835 :
  - Les Vikings prennent Dorestad sur le Rhin, Anvers sur l'Escaut et Witla (nl) sur la Meuse, les principales places commerciales franques. Ils prennent position à l'embouchure de la Tamise. Pépin Ier d'Aquitaine, incapable de contrer les Scandinaves, ordonne l'évacuation des îles d'Aquitaine comme Ré, Oléron et Noirmoutier, cette dernière étant attaquée trois fois cette année-là l'abbaye Saint-Philibert sera abandonnée l'année suivante.
  - Raid sur l'île de Sheppey, dans le Kent[5].
- 836 : Ecgberht, roi du Wessex, affronte les Danois à Carhampton, mais il ne parvient pas à les chasser[5].

- 838 : Ecgberht bat les Danois alliés aux Bretons de Cornouailles à Hingston Down[5].

- 839 : Des Varègues atteignent Constantinople via les fleuves et lacs russes.

- 840 : En Angleterre, les Danois sont vaincus à Southampton, mais remportent une victoire à Portland[5].

- 841 :
  - Première remontée de la Seine. Pillage de Rouen et de sa cathédrale, destruction des abbayes de Jumièges et de Saint-Wandrille. Les Vikings sont sur l’île de Walcheren à l’embouchure de l’Escaut.
  - Raid sur Romney Marsh, dans le Kent[5].
  - Pour arrêter les ravages sur ses terres, Lothaire Ier cède l'ile de Walacrie à Harald Klak avec la liberté de piller les peuples voisins, sujets de ses frères[6].

- 842 : Pillage de Jumièges et de Quentovic, principal port de commerce franc à destination de la Grande-Bretagne depuis les attaques menées contre Dorestad à partir de 834.

- 843 : Les Vikings prennent, pillent et incendient Nantes, principal port sur la Loire, ainsi que sa cathédrale. L'évêque Gohard est massacré avec ses paroissiens[7]. Après leurs méfaits, ils emportent leurs prises à Noirmoutier où ils s'installent[réf. nécessaire]. Bataille de Messac qui voit la victoire de Renaud de Nantes sur le chef viking Hasting, allié au comte de Nantes Lambert et au Breton Nominoë[8].

- 844 : Pour la première fois, une flotte viking remonte la Garonne[9]. Agen, place forte gasconne est prise (source?). Ils atteignent Toulouse[1]. Un 1er raid viking sur La Corogne puis sur Séville en Espagne est repoussé par Ramire Ier et par 'Abd al-Rahman II. Lisbonne est assiégée mais résiste aux assaillants.

- 845 : Ils remontent la Seine et assaillent Paris. C'est le premier raid des vikings contre Paris, mené par le roi semi-légendaire Ragnar Lothbrok, l’une des figures les plus importantes du monde Scandinave. Contraint de négocier, le roi Charles le Chauve ne pouvant les repousser par la force leur donna 7 000 livres d'argent pour prix de leur départ[6]. Les vikings firent également irruption sur l'Adour, attaquèrent Bordeaux et Périgueux puis remontèrent la vallée de la Charente. Saintes tombe entre leurs mains[9].

- 846 : L'abbaye Saint-Philibert de Noirmoutier est incendiée et l'île de Noirmoutier devient alors une base pour les opérations des Vikings sur la Loire[10].

- 848 : Bordeaux, capitale d'Aquitaine, est prise par les Vikings.

- 849 : Les Vikings prennent[11] Périgueux et effectuent un premier raid en Galice.

- vers 850 : installation permanente de groupes vikings dans le nord du Cotentin[12].

- 850 : 
  - Auch, dernier bastion gascon[réf. nécessaire], tombe aux mains[réf. nécessaire] des Vikings.
  - Première fortification sur un fleuve franc sur l'île d'Oissel, près de Rouen (attestée comme Thorholmus « île de Thor(ir) » en 1030 dans une charte de Robert le Magnifique).
  - Pour arrêter les ravages sur ses terres, Lothaire Ier cède Dorestad et une partie de la Frise à Horik Ier et Charles le Chauve quelques terres près de la Seine à Horik II[6].
  - Les troupes d'Oschéri brulent l'abbaye Saint-Wandrille de Fontenelle et Beauvais.

- 851 : Les Vikings créent des camps retranchés à Jeufosse sur la Seine, à Bièce et à Saint-Florent-le-Vieil sur la Loire et pillent l'abbaye Saint-Bavon de Gand et poussent leur ravages jusque près d'Arras.

- 852 : En juin, 224 jours après être entrés dans la Seine, et avoir ravagé Rouen, Paris, Beauvais, Meaux, Melun, Chartres, Évreux, Bayeux et toutes les villes et monastères qu'ils rencontraient la troupe d'Oschéri, quitte la région chargée de butin et rejoint Bordeaux.

- 855 :
  - Les Vikings lancent une offensive générale[réf. nécessaire] contre la Francie occidentale. Ils reprennent[réf. nécessaire] Bordeaux[réf. nécessaire].
  - Les Danois hivernent pour la première fois sur l'île de Sheppey.

- 856 :
  - Paris tombe pour la deuxième fois. Les Vikings, partis de Saintonge à cheval, atteignent et prennent[réf. nécessaire] Clermont en plein cœur du Massif central.
  - Hasting s'empare d'Orléans[13].

- 858 : Après avoir laminé[réf. nécessaire] la Francie occidentale, Björn se rend à Verberie et fait « sa soumission ». Silence des annales sur la contrepartie qu'il obtient. Les Danois, partis de Gascogne, capturent le roi de Pampelune et le retiennent prisonnier pendant un an[14].

- 859-860 : Deux flottes vikings contournent la péninsule ibérique. Elles attaquent : La Corogne, Porto, Lisbonne (13 jours de pillage), Séville, Cordoue, Cadix (858) puis les Vikings passent le détroit de Gibraltar et pénètrent en Méditerranée. Pillage d'Algésiras, Malaga, Almérie, Aguilas, Nekor en Afrique du Nord et des îles Baléares (859)[15]. Hivernage en Camargue. Remontée du Rhône jusqu'à Valence puis l'Isère jusqu'à Romans (860). Les envahisseurs sont arrêtés par le comte Girard.

- 860 : Première attaque viking contre Constantinople.

- 861 :
  - Les Vikings danois s’emparent temporairement de Winchester, la capitale du roi Æthelberht.
  - Troisième prise de Paris par Sigtrygg, qui hiverne sur l'île d'Oissel depuis 855.

- 862 : Les Vikings suédois sous Riourik (Rörek) s’emparent de Novgorod. Fondation du premier État russe par les Varègues. Les Vikings pillent et détruisent l'abbaye de Fontenelle alors en Neustrie. Les moines parviennent à s'enfuir avec toutes les reliques. Après les pillages, les Vikings quittent enfin la Seine. Charles le Chauve peut enfin construire un pont à Pîtres.

- 865 : La Grande Armée débarque en Angleterre.

- 866 : Hasteinn tue Robert le Fort et Ramnulf Ier de Poitiers à la Brissarthe. Fin de la première vague de raids en Francie occidentale. Hasteinn reste sur la Loire.

- 867 : La Grande Armée s'empare de la ville d'York[1].

- 868 : Charles le Chauve reprend possession de l'Aquitaine[réf. nécessaire] : il fortifie Angoulême, Périgueux et Agen sur la rive droite.

- 870 : Ingólfr Arnarson est le premier colon « norvégien » d’Islande. Trois ans plus tard environ, il se fixe sur le site de Reykjavik.

- 871 : Les Vikings, venus par la Vire, pillent et détruisent le monastère de Saint-Fromond, dans le bocage Saint-Lois.

- 876 : Fondation du royaume viking d'York dans le nord-est de l'Angleterre.

- 877 : Mort de Charles II le Chauve. Début de la deuxième vague d'invasions en France.

- 878 : Bataille d'Ethandun[16]. Le roi de Wessex Alfred le Grand réussit à contenir la poussée danoise.

- 879 : La Grande Armée venue d'Angleterre débarque près de Boulogne et commence à ravager le Nord de la Neustrie. L'abbaye Saint-Bavon de Gand est de nouveau ravagée, si bien qu'en 883 elle est en ruine.

- 880 : Bataille de Thiméon ; Courtrai, Cambrai et Arras flambent.

- 881 : Amiens et Corbie sont saccagées mais en août, Louis III bat les Vikings à Saucourt-en-Vimeu[1]. Raids sur la Meuse. Les villes de Liège et d'Aix-la-Chapelle sont pillées et incendiées.

- 882 : Siège d'Ascaloha (en).

- 883 : 1re bataille de Louvain.

- 885 : Reprise de Londres par Alfred le Grand.

- 886 : Coutances est détruite par les Vikings qui remontent sur Saint-Lô.

- 885-887 : Après avoir remonté la Seine, les Vikings entreprennent le quatrième siège de Paris. Le comte Eudes, ancêtre des Capétiens, leur résiste pendant 90 jours. L'empereur Charles le Gros s'en débarrasse en leur payant un tribut de 700 livres.

- 886-889 : Razzias des Scandinaves jusqu'aux confins de la Bourgogne[17] avant d'être vaincus par Richard le Justicier.

- 890 : Les Vikings massacrent les habitants de Saint-Lô et tuent Listus, ancien évêque de Coutances.

- 891 : 2e bataille de Louvain[1].

- 892 : Après treize années de ravages, la « Grande Armée » se retire.

### Xesiècle
- vers 900 ou 901 : Gunnbjorn aperçoit le Groenland.
- 907 : Campagne d'Oleg de Kiev contre les Byzantins.
- 911 : Après le siège de Chartres, où Richard le Justicier bat à nouveau les Vikings avec Robert comte de Paris et Ebles Ier le Bâtard comtes de Poitiers, Charles le Simple signe le Traité de Saint-Clair-sur-Epte qui concède des territoires autour de la Basse-Seine à leur chef Hrólfr (Rollon). C'est la naissance de la Normandie. Les habitants de cette région sont dès lors nommés Normands par les historiens.

Troisième attaque viking contre Constantinople.

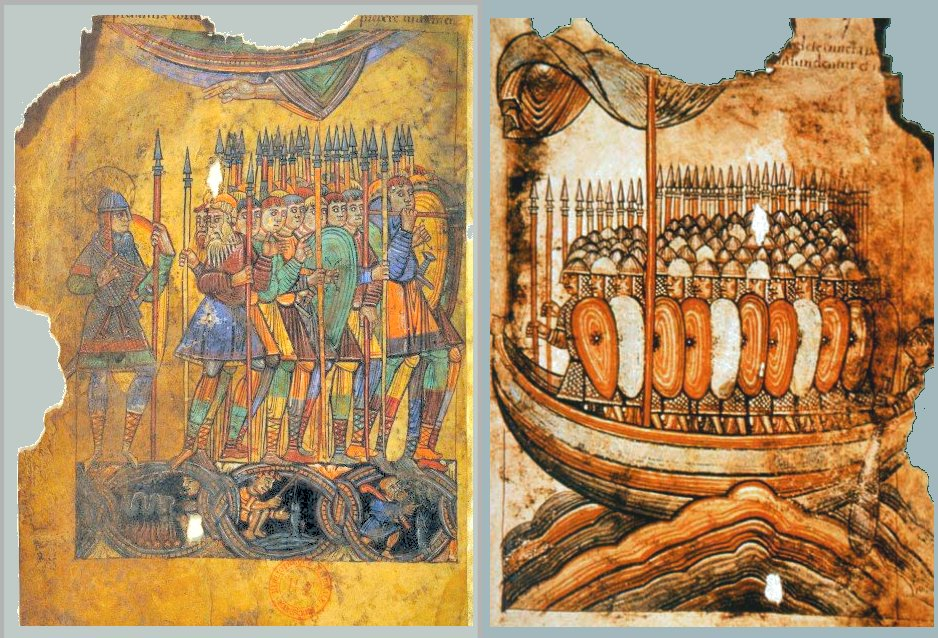
La milice de Guérande face aux Vikings en 919 - in : Vie de saint Aubin, manuscrit du XIe siècle provenant de l’abbaye d’Angers, BNF.

- 913 : Le pillage de l'abbaye de Landévennec marque le début des raids sur la Bretagne par les Danois.
- 919 : Prise de Nantes par Ragenold ; Les Vikings s'installent durablement autour de l'estuaire de la Loire de 919 à 937 : sur l'ile Bothie, à Nantes et à La Roche-Bernard, mais seront tenus en échec à Guérande[18].
- 937 : À la bataille de Brunanburh, le roi anglais Æthelstan repousse le roi de Dublin Olaf Gothfrithson et ses alliés.
- 939 : Bataille de Trans qui conduit à l'expulsion des Vikings de la Bretagne.
- 971 : Les Vikings sont battus par la flotte du Calife de Cordoue Al-Hakam II à l’embouchure du Guadalquivir.
- 978 : Snaebjörn Galti tente d'établir une colonie au Groenland, sans succès.
- 980 : L’empereur byzantin Basile II fonde la garde varangienne (son armée privée de Vikings)[19].
- 982 ou 983 : Les Danois débarqués en Gascogne, sont vaincus à la bataille de Taller[20].
- vers 982 : Erik le Rouge, exilé d'Islande, fonde une colonie permanente au Groenland.
- 985 : Harald à la Dent Bleue unifie le Danemark.
- 986 : Bjarni Herjólfsson aurait aperçu la côte du continent américain selon les sagas.

### XIesiècle
- vers 1000 : Leif Eriksson découvre le Vinland.
- 1002 : massacre de la Saint-Brice par le roi anglo-saxon Æthelred le Malavisé (13 novembre). Reprise des raids vikings sur l'Angleterre.
- 1013 : Le roi danois Sven à la Barbe fourchue conquiert l'Angleterre.
- 1014 :
  - En Irlande, Brian Boru bat les Vikings à la bataille de Clontarf (23 avril).
  - Expédition d'Óláfr Haraldsson contre la Galice et capture de l’évêque de Tuy. Óláfr Haraldsson est baptisé à Rouen en 1014.
- 1015 : Óláfr Haraldsson unifie la Norvège.
- 1017 : Dernier raid viking sur le royaume franc. Les Vikings débarquent sur les côtes du Poitou à Saint-Michel-en-l'Herm[21].
- 1035 : À la mort de Knut le Grand, son empire, qui réunissait la Norvège, le Danemark et l'Angleterre, se disloque.
- 1066 : Harald Hardrada, à la tête de 300 navires et 9 000 hommes, tente d’envahir l’Angleterre mais il est battu et tué à la bataille de Stamford Bridge.